# St. Mary (Missouri)
Pour les articles homonymes, voir Saint-Mary.
St. Mary est une ville du comté de Sainte-Geneviève, dans le Missouri, aux États-Unis,. Située à l'est du comté, elle est incorporée en 1867.

## Démographie
Lors du recensement de 2010, la ville comptait une population de 360 habitants. Elle est estimée, en 2016, à 349 habitants.

### Source de la traduction
- (en) Cet article est partiellement ou en totalité issu de l’article de Wikipédia en anglais intitulé « St. Mary, Missouri » (voir la liste des auteurs).